# Radioamatérství

Logo radioamatérství

Radioamatérství je volnočasová aktivita spočívající v používání radioprostředků pro zábavu. Příznivec radioamatérství se nazývá radioamatér.

## Pojem HAM
V raných radioamatérských dobách (zhruba do začátku 30. let 20. století), kdy ještě neexistoval dnes zažitý systém přidělování volacích značek, experimentovali v USA s pokusy na krátkých vlnách společně tři pánové, kteří své společné (dnes bychom asi řekli „klubové“) stanici dali volací znak sestavený z prvních písmen svých křestních jmen – a vyšla jim zkratka HAM. Dnes, po takřka sto letech, je pojem HAM (čtený foneticky „ham“), plnohodnotným synonymem pro slovo radioamatér.

## Dělení radioamatérů

### Základní dělení
Radioamatéři posluchači
Skutečně jen poslouchají, do svých deníků si zapisují odposlouchaná spojení mezi jinými stanicemi a mezi jejich úlovky může patřit i zachycené vysílání velmi vzdálených rozhlasových či televizních stanic.
Radioamatéři vysílači
Vlastní radioamatérskou licenci (lidově též „vysílací koncesi“) a radioamatérskou značku vydanou státem, a krom poslechu i vysílají. Vysílat však mohou jen v přesně vymezených a celosvětově koordinovaných segmentech kmitočtového spektra (takzvaných radioamatérských pásmech), povolenými druhy provozu (příklady viz níže), schváleným výkonem atp. Každý radioamatér obdrží spolu s koncesí od úřadů vlastní země i volací značku, která je v rámci celého světa unikátní. Všichni radioamatéři z České republiky tak mají kupříkladu značky, začínající písmeny OK, výjimečně OL.
Unlisáci (z jisté anglické zkratky UN-LIS, čili ne-licencovaný)
Nevlastní vysílací koncesi, přesto na pásmech vysílají. Někdy záměrně provokují, bývají dříve či později odhaleni a výjimečně i úředně trestáni.

### Radioamatéři-vysílači se dále dělí na
Vékávisti (pracující na VKV – velmi krátkých vlnách)
Tito lidé se rozhodli pohybovat se převážně na kmitočtech nad 50 MHz – zprvu nejčastěji na vysoce oblíbeném pásmu 144 MHz a na kmitočtech vyšších. Kvůli tomu, že radiové vlny nejsou na těchto kmitočtech ohýbány zpět k zemskému povrchu díky odrazu od ionosféry, musí vékávisti pro uskutečnění svých spojení do zařízení a antén v průměru investovat mnohem větší částky než je tomu u zařízení na pásmech do 30 MHz. Přestože běžný dosah spojení je sice obvykle jen do 1000 km, na VKV se „jezdí“ velké celoevropské závody a dělají se speciální spojení po celém světě různými odrazy od meteorických stop, od Měsíce, od polární záře apod. (viz níže). Těmto jedincům se také někdy říká "žížalkáři".
Kávisti (pracující na KV – krátkých vlnách)
Tito radioamatéři vysílají na pásmech pod 30 MHz. Ta mají obrovskou výhodu v tom, že umožňují uskutečnit bez větších problémů spojení prakticky s kterýmkoliv místem na Zemi i s poměrně primitivním zařízením a náhražkovými anténami. Vše je ale zahaleno do alchymie takzvaných podmínek šíření měnících se s ročními obdobími, denní či noční dobou, počasím apod. Na krátkých vlnách se „jezdí“ velké množství celosvětových závodů, kterých se účastní na celém světě tisíce či desetitisíce radioamatérů, protože ve srovnání s radioamatérským provozem na pásmech VKV je to relativně snadné. Snem každého „kávisty“ je uskutečnit spojení do všech zemí na světě. Není to však až natolik jednoduché, protože některé (zvláště nedemokratické) země vysílání ze svého teritoria prakticky nedovolují.

### Podle upřednostňovaného druhu provozu (módu)
Toto členění není výhradní – leckdo je jaksi multifunkční, neboli nevyhraněný.
Fónisti
Při fonickém provozu je přenášené mluvené slovo. Fonicky lze provozovat opravdový radioamatérský sport stejně, jako jinými druhy provozu. Při dálkovém provozu, tzv. DX, je někdy jednodušší přijímat protistanice telegraficky, někdy fónicky, záleží na řadě aspektů, jako je charakter signálu a rušení, šíření vln a řada jiných. Poslouchat velmi slabý signál fonicky, při rušení a ještě v cizí řeči je podmíněno jazykovými znalostmi a zkušenostmi operátora, přijímat jeho telegrafní provoz znalostí telegrafie. Pro usnadnění činnosti ve fonických závodech se často používají automatické hlasové dávače, analogické automatickým dávačům telegrafním.
Telegrafisti
Ti používají vyspělejší metodu – telegrafii. Byť se tato metoda dnes nemusí na první pohled jevit jako vhodná, sám Marconi použil cosi, co předcházelo dnešní Morseově abecedě, když vysílal přes oceán z Evropy do Ameriky jakousi sérii teček. Jinými slovy – telegrafie je technicky tou nejjednodušší a nejprimitivnější metodou, jak někam dopravit nějakou informaci, ale zároveň také nejprůraznější na proniknutí do velké vzdálenosti a přesto čitelná obyčejným lidským uchem i přes silné rušení.
Digimódisti
Název pochází od slova DIGI-mód, neboli digitální metoda. Jde o jedince, kteří pro vysílání a příjem používají obyčejných vysílacích zařízení, ale namísto mluveného slova dopravují k protistanici jakýsi shluk signálů, vyrobený počítačem – a logicky protistanice musí tento shluk čehosi zase dekódovat počítačem. Používaných DIGI-módů je hned několik, v podstatě jde o jakési všeobecně uznané „protokoly“ (čili předpisy, jak se onen signál vyrábí a jak dekóduje). Je jich několik (a stále se objevují další), protože pro různé účely je vhodný různý DIGI-mód (některé jsou pomalé a vysoce spolehlivé i při rušení či obrovské vzdálenosti, jiné jsou rychlejší, některé pracují hluboko pod hranicí šumu, takže nejdou na běžné ucho slyšet atd.).
Packetisti
Jedinci, kteří podlehli kouzlu čehosi, co až nápadně připomíná předchůdce internetu – tzv. Packet radio (PR). To jest metoda, kterak lze pomocí sítě tisíců stanic a počítačů po celém světě (vybudované jinými stejně trhlými nadšenci), dopravovat např. různé textové zprávy pro konkrétního uživatele-radioamatéra, nebo zprávy určené kterémukoliv z případných zájemců a roztříděné podle témat (tzv. bulletiny). Tyto stanice si jsou schopny textovou zprávu postupně na radioamatérských pásmech vzduchem automaticky předat z Brna třeba až do Ameriky, kde si ji příjemce vyzvedne (obdoba e-mailu). PR tu bylo dříve než Internet, první pokusy v Česku probíhaly ještě za starého režimu. Oni šílenci v době vzniku sítí PR neměli na vybranou a tak vybudovali celosvětovou síť. Takže E-mail je vlastně obdobou paketove zprávy. Přenášely se pouze texty a binární soubory, ne obrázky.
Amatérská televize – ATV
Radioamatéři, kteří přenáší obraz.

### Obory radioamatérství
Závody
Základním principem závodů je vždy snaha udělat v daném časovém úseku co nejvyšší počet regulérních spojení s co největším počtem protistanic. Pravidla různých závodů mívají různé specifické odchylky, díky kterým lze během závodu do jisté míry i taktizovat. Výsledky jsou sice známy s několikatýdenním zpožděním (kdy dojde k podrobnému vzájemnému porovnání všech závodních deníků, které závodníci pošlou vyhodnocovateli), ale to nikoho neodradí. Svoji roli hraje během závodů nejen umění vládnout různými druhy provozu (například telegrafie), ale i vlastnictví kvalitního vysílacího i přijímacího zařízení, antén, zesilovače vysílacího výkonu, vhodného umístění vysílacího pracoviště (např. na kopci), nejrůznějších podpůrných pomůcek (technických i organizačních) apod. Závody bývají různě dlouhé – od několikahodinových malých místních závodů až po 24hodinové celoevropské závody (na VKV) či 48hodinové celosvětové závody (na KV).
DXing, DX
Odvozeno od pojmu „Distance unknown, Distance X“. Touha radioamatéra učinit co nejdelší spojení se zařízením, které má k dispozici, v případě posluchačů touha slyšet co nejvzdálenější a nejkurióznější vysílání. Zatímco na krátkých vlnách je možné s obvyklým výkonem a vybavením dělat spojení bez větších problémů prakticky s libovolným místem na zeměkouli, na VKV a mikrovlnách se mnohdy DX počítá v desítkách kilometrů. A tak je DXing na KV soustředěn spíš na zvláštní, exotické stanice v dálkách, na opravdových mikrovlnách ale může být rekordním DXem i spojení napříč republikou. V každém případě opravdový DXing představuje obrovský objem trpělivosti a prostředků, vložených do vybavení stanice. Zajímavou alternativou VKV DXingu je EME (t.j. spojení odrazem od Měsíce) a spojení odrazem i od jiných kosmických těles.
QRP
Tento obor, jehož název vychází z radioamatérské zkratky (podobných zkratek je mnoho) značící malý vysílací výkon, inspiruje ty radioamatéry, kteří se z nejrůznějších pohnutek rozhodli dosahovat dobrých výsledků (pěkných a dalekých spojení) i bez použití vysokých výkonů. Používají tedy mnohonásobně menší výkony, než mnohé jiné BIG-GUN stanice (z angličtiny: velká zbraň – značí stanice vybavené opravdu špičkovým zařízením), ale díky jiným okolnostem (trpělivost, dlouholeté laborování s anténami apod.) jsou schopni uskutečnit stejná či srovnatelná spojení. Názvem QRP jsou označeny například i speciální (nízkovýkonové) závodní kategorie v mnoha závodech. (Zkratka QRP patří mezi tzv. Q kódy.)
 EME
Pojem EME bývá pro mnohé začínající radioamatéry jakousi zbožnou modlou a stejnojmenný obor příkladem technické vyspělosti. Zkratka totiž vychází ze slov Earth-Moon-Earth, čili Země-Měsíc-Země a označuje spojení, uskutečněná odrazem od Měsíce. Měsíc totiž dokáže za příznivých podmínek odrazit několik procent energie, resp. signálu (max cca 7 %), čímž je možné učinit spojení se stanicí velmi daleko za horizontem – typicky na protilehlé polokouli (tedy i na vzdálenost přes 10 000 km). To vše na pásmu, kde je za normálních podmínek možné udělat standardní spojení (povrchovou vlnou) max 800–900 km. Nejde o typ provozu podmíněný totální technickou vyspělostí, ale vyžaduje přinejmenším nadprůměrné vybavení i zájem. Technickým předpokladem je pak dobrý anténní systém, otáčený nejen v horizontálním směru (azimut), ale též ve směru svislém (elevace). Systém je pak nejlépe řídit počítačem a další počítač používat jako podpůrný prostředek při spojení. No a též dobře umět telegrafii a mít trpělivost. Vyslaný signál dorazí po odrazu od Měsíce k protistanici za neuvěřitelně dlouhé 2,5 sekundy a na kmitočtu se pak tedy s tímto zpožděním slyší i sama vysílající stanice.
OSCAR
Termín OSCAR (Orbiting Satellite Carrying Amateur Radio) označuje radioamatérský satelit. Jeho cílem je zprostředkovat spojení mezi stanicemi na obrovskou vzdálenost (typicky napříč kontinentem nebo přes oceán) především na pásmech VKV, kde by bylo podobné spojení velmi obtížné – navíc se díky tvaru oběžné dráhy a době oběhu Země (řádově hodiny) dostanou třeba i několikrát denně do dosahu jakéhokoliv místa na světě. Čistě radioamatérských satelitů, které by létaly v kosmu a byly určeny POUZE pro radioamatéry je minimum. Jedním z nejnáročnějších projektů je satelit s pracovním označením Phase 3D a katalogovým jménem OSCAR-40, který byl vypuštěn v roce 2000 a znamenal určitou revoluci v tomto oboru. Na konci roku 2004 ovšem přestal spolehlivě pracovat. Dříve byly ve spolupráci s radioamatéry vypouštěny např. malé jednoúčelové mikrosatelity sponzorované z výzkumných programů světových univerzit. Na oběžných drahách se však kromě toho nyní nachází mnoho dalších satelitů, jejichž majiteli jsou různé organizace, které kromě primárních zařízení nesou jako doplněk i jeden radioamatérský transpondér (kosmický převáděč, čili zařízení umožňující současný příjem volání volající stanice a současné vysílání jejího signálu zpět k Zemi). Dalšími z radioamatéry často sledovaných satelitů jsou mimo jiné i satelity meteorologické, které vysílají získané snímky zemského povrchu k mateřskému řídícímu středisku kódovaně, ale kromě toho i kopie těchto snímků v malém rozlišení nekódovaně. Nadšenci příjmu těchto snímků si staví na koleně speciální přijímače i speciální (třeba i parabolické) antény. Krom popsaných komunikačních a meteorologických satelitů jsou středem zájmu radioamatérů i vesmírné mise – mnoho z kosmonautů dříve na stanici MIR a dnes na stanici ISS je zároveň radioamatéry a volný čas si po práci krátí i krátkými fonickými spojeními s radioamatéry na Zemi. Vzhledem k relativně nízké oběžné dráze a používaným kmitočtům (typicky v pásmu 145 MHz) je takové spojení technicky nepříliš náročné i pro začínajícího radioamatéra. I přesto vyžaduje veškerá radioamatérská „práce“ se satelity kromě jiného hodně trpělivosti a zkušeností.
Meteor-scatter
Takto se jmenuje další metoda, kterak na VKV dosáhnout spojení se vzdálenými stanicemi, které se nacházejí několik tisíců kilometrů daleko. Když tedy standardní metoda šíření tzv. povrchovou vlnou nedovolí spojení udělat (povrchová vlna je totiž s narůstající vzdáleností výrazně tlumena), využívá se odrazu podobného jako u EME (viz výše). Výhodou je však u meteor-scatteru to, že není potřeba natolik masivní výkon a nadprůměrná anténní soustava, ale postačí „pouze“ silný výkon a průměrná anténa. Vysílané signály se pak ve vzduchu odráží zpět k zemi od tzv. meteorických stop, čili od ionizovaného plynu (vzduchu ve vrchních vrstvách atmosféry), který za sebou zanechá každý kousek vesmírného smetí, když „narazí do Země“ a shoří v její atmosféře. Za běžných okolností se takový okamžik nahodí jen několikrát za hodinu a je krátký jen pár desítek milisekund. Jednodušší je tedy sledovat předpovědi výskytu tzv. meteorických rojů, kdy do atmosféry vlétá ohromné množství „kosmického štěrku“ – tehdy vznikají i situace, že se nebe chová jako „zrcadlo“ a spojení typu meteor-scatter je možné uskutečnit skoro stejně obtížně jako telefonát do vedlejší budovy. Rozdíl je jen v tom, že jsou na pásmu slyšet naprosto exotické volací značky z (pro dané pásmo) velmi vzdálených zemí. Specialisté na meteor-scatter používali ještě nedávno pro vysílání vysokorychlostní telegrafii (výzvu nahranou na magnetofonový pás a zrychlenou třeba na 500–1000 znaků za minutu) a pro příjem opět magnetofon s možností zpomalení nahrávky (aby bylo možné spojení uskutečnit i v případě, že tzv. odrazy budou trvat třeba jen oněch pár desítek či stovek milisekund. Dnes tuto „analogovou prehistorii“ nahradily počítače a speciální digitální mód FSK441 (o digitálních módech viz výše). Meteor-scatter tak přestal být výsadou jen dobře vybavených radioamatérů.
Sporadická vrstva Es
Další z řady metod, kterak vyzrát na přírodu a na VKV uskutečnit spojení do míst, kam nedosáhne povrchová vlna. Principem odrazu (podobným jako u meteor-scatteru) je tentokrát ionizovaná vrstva vzduchu, která vzniká v takzvané Es vrstvě atmosféry (lidově řečená „é-eska“) ve výšce několika desítek kilometrů. Ionizace tam vzniká působením meteorologických podmínek a lze ji, byť s malou pravděpodobností, předpovědět. É-eska pak dokáže dělat divy i s malými, nebo řekněme průměrnými, výkony. Velkou radost pak udělá třeba závodníkům, když se namane zrovna v období některého ze závodů. Dokáže totiž vydržet třeba i několik desítek minut či několik hodin, ale dokáže přijít i odejít bez varování a takové „rozdělané“ (čili nedokončené) spojení se vzácnou protistanicí najednou zmizí, jako když zhasnete v koupelně.
Aurora
Spojení lze uskutečňovat i odrazem od polární záře. Tento jev se projevuj mimo jiné i rádiově ve spektru rádiových kmitočtů (odrazy atp.). Tato pro radioamatéry velmi „příznivá porucha“ (na VKV příznivá, na KV nepříznivá ) se projevuje ve výškách stovek kilometrů nad zemským pólem (pro Česko je zajímavý především ten severní).
Rain-scatter
Jde o rozptyl signálu na hydrometeorech, které vznikají kondenzováním par v mracích (říká se tomu velmi odborně „déšť“). Když totiž začne třeba ve výšce 15 km a zároveň 400 km od radioamatérova stanoviště pršet a zároveň je splněna podmínka, že je vodní stěna tvořená miliardami malých kapek od radioamatéra „vidět“ (není skryta za budovami, porostem či horizontem), namíří radioamatér směrovou anténu přímo do těchto mraků a zavysílá. V takový okamžik má velkou šanci, že se signál "odrazí" od vzdušné vodní masy k zemi (možné pracovat RS je již s výkonem kolem 200 mW). Vzhledem k velikosti kapek a nezměnitelným fyzikálním zákonům se tento druh spojení používá velmi úspěšně pouze na mikrovlnných pásmech, typicky na 10 GHz, kde v Česku experimentuje například řádově několik desítek radioamatérů. Když se ale takový vhodný déšť přižene přesně během závodů (kdy jsou všichni tito mikrovlňáci rozeseti po kopcích), rázem se ze soutěžních spojení do cca 500 km délky (povrchovou vlnou) stávají spojení několikanásobně delší (rain-scatter).
ROB
Patrně nejznámějším radioamatérským oborem, je dodnes živý „Hon na lišku“. Takzvaní „liškaři“ v něm pátrají s malými přijímači se směrovou anténou v rukou po ukryté vysílačce – hledají ji v neznámém terénu podle síly signálu a směru odkud přichází. Prakticky nejde o nic jiného než o rádiovou variantu orientačního běhu. A právě proto se tento sport nazývá Rádiový orientační běh (ROB). Po několikaletém útlumu nyní prožívá malou renesanci. Čeští reprezentanti si dokonce vedou velmi dobře v celosvětovém měřítku (v roce 2004 byla pořadatelem Mistrovství světa ROB právě Česko). S radioamatérstvím tak má vlastně ROB krom používání vysílaček celkem nemnoho společného, přesto se stále hrdě řadí mezi velmi pestrou nabídku radioamatérských činností.
HST
Zkratka pro high speed telegraphy neboli vysokorychlostní telegrafii (zde ve smyslu bez technické podpory, např. bez PC apod.). Ten, kdo vládne telegrafním klíčem natolik rychle, že dokáže vyslat (ale i uchem přijmout) přes 100 znaků za minutu, může nejen směle soutěžit s kdejakým dobrým praktikem v psaní na stroji, ale může se též nechat zapsat do některé ze soutěží v HST (původní český název je Sportovní telegrafie či Sálová telegrafie). Špičkoví reprezentanti dosahují rychlosti okolo 200 znaků za minutu !!! Tato soutěž snad jako jediná umožňuje znát závodníkům výsledky ještě týž den. Právě proto je také jediná, která se vejde do norem pro přidělování dotací příslušného ministerstva a opravdu je její organizování pár tisícovkami ročně dotováno. Nicméně se skutečným radioamatérstvím má přibližně stejně tolik společného, jako ROB (Rádiový orientační běh).
SSTV
Slow-scan television – pomalá televize. Technologie přenosu pohyblivého obrazu – televize – učarovala mnohým. Radioamatéři, omezení na většině pásem (především krátkovlnných) jistými technickými parametry (pro odborníky – jde o šířku pásma), si ale mohou dovolit provozovat televizi s poněkud menším rozlišením a menším počtem obrázků za sekundu, než jsme zvyklí u „běžné“ televize. Podobnou technologii pak využili američtí odborníci z NASA, když dostali za úkol zajistit přímý přenos z přistání na Měsíci. Tento způsob komunikace je mezi radioamatéry poměrně rozšířen, v určitých několikaletých cyklech opakovaně prožívá svoji renesanci a díky mnoha nadšencům se k experimentování na stále vyšších a vyšších pásmech přidává více a více zástupců radioamatérského lidu.
Dlouhé vlny
Dlouhé vlny, čili velmi nízké kmitočty, lákají k experimentování již značnou dobu, ale vzhledem k technickým omezením spojeným s touto délkou vlny (kdy sama anténa by měla být delší než 1 km!), je tento obor středem zájmu jen malého počtu „šílenců“. Faktem je, že za technicky nepřekonatelnou hranici kmitočtu, pod kterou snad už ani nelze jít, byla dříve považována dnes již běžná pásma (a obdobně je tomu na druhém konci kmitočtového spektra – viz níže). Dnešní radioamatérské experimenty, probíhající na co nejnižších kmitočtech (resp. na nejdelších vlnách), se soustředí do povoleného pásma 136 kHz. Několik stovek stanic (jednotlivců či kolektivů) na celém světě zkouší na tomto kmitočtu mj. překonat Atlantik a napodobit tak Guglielma Marconiho, když mu právě podobný pokus (byť na jiném pásmu) posloužil k definitivnímu přesvědčení všech pochybovačů o možnostech neviditelného vlnění.
Mikrovlny
Radioamatérům, kteří se věnují experimentování na opačném konci rádiového spektra než příznivci dlouhých vln, bývají označováni poněkud hanlivým přízviskem „žížalkáři“. To proto, že na rozdíl od dlouhovlnných či krátkovlnných specialistů, jejichž zařízení pracují s délkami vln řádově metrovými (maximálně kilometrovými), mikrovlnní experimentátoři pracují skutečně se „žížalkami“ dlouhými centimetry či milimetry. I zde brání vývoji úroveň vědeckých poznatků a techniky. Sami radioamatéři se tak stávají prvními experimentátory v pásmech a na kmitočtech, jejichž veškeré skutečné vlastnosti dosud nikdo dokonale nezná. Mikrovlnní nenechavci tak staví na koleně zařízení, ve kterých hrají kromě obyčejných vodičů (drátů) a kabelů roli i na desetinu milimetru přesné mosazné vlnovody, připomínající spíše rozvod vody (také se autorům těchto konstrukcí někdy říká „instalatéři“). Poté staví parabolické antény nezřídka šílených rozměrů a v mrazu či dešti se krčí u těchto monster, aby „uhnali“ nějaké to spojení. Pokud totiž neinvestovali desítky tisíc do rotátorů musí je ručně neustále někam s přesností jednoho úhlového stupně otáčet.
Diplomy
K podpoře radioamatérské aktivity v éteru i mimo závody vypisují nejrůznější organizace, spolky, kluby či jednotlivci dlouhodobé soutěže a za splnění jejich podmínek vydávají diplomy. Nejčastějším principem a vlastně i kritériem diplomů, bývá úkol uskutečnit daným druhem provozu (módem) určitý počet spojení s určitými stanicemi (například diplom chorvatského radioklubu požaduje 20 spojení do Chorvatska a z toho alespoň 3 spojení s některým ze členů klubu apod.) Jedním z těch nejprestižnějších je Diplom DXCC, který soutěžícímu ukládá učinit spojení do co největšího počtu zemí (speciální seznam radioamatérských zemí je o něco bohatší než seznam států světa, kupříkladu o ostrovy vzdálené od mateřského státu na pevnině apod.). Za každých 100 zemí pak dostane radioamatér na diplom speciální známku. Speciální známky se také vydávají i za splnění náročnějších podmínek, kupříkladu za to, že všechna spojení byla učiněna QRP (malým výkonem, viz výše), nebo jen jedním módem. Nejtvrdohlavější lapači všemožných diplomů, jichž bylo a bude vypsáno nepočítaně, se sdružují do světové organizace DIG (Diplom interested group). Kdo dosáhne určitého počtu obdržených diplomů a tím i členství v DIG.
Bastlení
Bastlíř je jedinec, který vymýšlí nové či inovuje starší konstrukce svých kolegů. Bastlíři mnohdy staví celou radioamatérskou infrastrukturu, zahrnující převaděče, majáky, APRS, paket a jiné datové nódy a v poslední době velmi populární SDR přijímače.
Software & PR & internet
Spolu s počítači se objevili i programátoři, kteří začali vyvíjet pro radioamatéry speciální programy. A právě tito lidé dali počítačům a jejich využití v radioamatérské praxi současný rozměr. Mezi ně patří i rozsáhlá skupina radioamatérů, budujících a udržujících celosvětovou počítačovou radioamatérskou síť, nazvanou Packet radio, zkráceně „paket“. I internet úspěšně nachází v radioamatérské praxi svá uplatnění. Lze pomocí něj komunikovat a plánovat pokusná spojení, posílat vyhodnocovatelům deníky ze soutěží či si dokonce vyměňovat QSL lístky (potvrzující uskutečněná spojení) v digitální podobě namísto současné podoby papírové.
JOTA
Stejně jako mnoho jiných činností, prošlo po roce 1989 velkým znovuzrozením skautské hnutí. Jednou ze specializovaných skautských činností je i „Jamboree on the air“ (JOTA) čili v překladu  „Setkání v éteru“. Sami skauti se proto nechávají inspirovat radiokluby a radioamatérskými jednotlivci, kteří jim provoz na rádiových vlnách rádi předvedou, a poté se snaží získat vlastní vysílací koncesi či dokonce založit skautský radioklub. Kromě jiného pak směřují veškerou aktivitu ve speciální dny, kdy probíhá ono celosvětové skautské jamboree.

## Radioamatéři ve službách záchranných týmů
Již před 2. světovou válkou byli v Česku radioamatéři bráni velmi vážně, když se účastnili cvičení tehdejší podoby dnešní Civilní ochrany, kde se připravovali na pomoc a podporu týmů zachraňujících lidské životy. Naopak němečtí okupanti považovali radioamatéry za jedny z nejnebezpečnějších nepřátel. Koncese na zřízení, provozování a držení vysílacích stanic byla vázána na souhlas říšského protektora a vysílání bez tohoto souhlasu bylo trestáno vězením. Stejně tak komunistický režim v 50. letech považoval vysílačky za nástroj západní špionáže. Radioamatérství organizované v rámci Svazarmu však socialistické Československo podporovalo, od roku 1952 vychází nepřetržitě časopis Amatérské radio, v letech 1965–1975 Radiový konstruktér.
Při velkých povodních v roce 1997 na Moravě byli radioamatéři jedinou složkou, jejichž radiová síť pracovala spolehlivě a hlavně trvale. V nutných chvílích tak nahrazovala spojení pro kteroukoliv ze záchranných složek či záchranné týmy a pomohla zachránit ze zatopených oblastí mnoho lidí. To vše bez přípravy, bez nacvičování, operativně a za přispění řady radioamatérů.
Až teprve nyní[kdy?] vznikají i v Česku[zdroj?] a na Slovensku základy týmu, který bude mít za cíl nejen akceschopnost zvýšit, ale zároveň ji ještě víc technologicky a odborně posílit. 